# Marco Tulio Aguilera Garramuño
Marco Tulio Aguilera Garramuño (Bogotà, 1949) è uno scrittore, critico letterario e giornalista colombiano.
Ha studiato filosofia all'Universidad del Valle e letteratura all'Università del Kansas. Da allora, ha vissuto in Costa Rica e Messico, dove ha insegnato nell'Universidad Veracruzana.
Ha pubblicato circa 30 libri ed ha vinto numerosi premi. Il suo libro 'Cuentos para hacer el amor' (1983) è stato riconosciuto come uno dei migliori libri di fiction colombiani del XX secolo.
Altri libri sono:
- Aves del paraíso (1981)
- Los grandes y pequeños amores (1992)
- Breve Historia del todas las cosas (1979)
- Paraísos hostiles (1985)
- Mujeres amadas (1991)
- El juego de las seducciones (1989)
- Los placeres perdidos (1990)
- La noches de Ventura (1992)
- Alquimia popular (1979)

## Premi
- Concurso Nacional de Cuento Santiago de Cali, 1975;
- Concurso Nacional de Cuento Corto de la Revista Mexicana de Cultura, 1977;
- Concurso Nacional de la Universidad de Juarez (Durango, México), 1978;
- Concurso Nacional de Cuento Universidad del Cauca, 1978;
- Concurso Nacional de Novela en Costa Rica, 1975;
- Primera Bienal Nacional de Novela José Eustasio Rivera, 1988.

| Controllo di autorità | VIAF (EN) 49268154 · BNE (ES) XX1380096 (data) · J9U (EN, HE) 987007397800505171 |